# Karl Philipp Moritz
Karl Philipp Moritz (alternativně Carl Philipp Moritz, 15. září 1757, Hameln – 26. června 1793, Berlín) byl německý spisovatel, estetik, editor a esejista hnutí Sturm und Drang. Měl zásadní vliv na formování německého preromantismu. Byl členem obou berlínských akademií.

## Dílo
- Blunt oder der Gast, (1781)
- Beiträge zur Philosophie des Lebens aus dem Tagebuch eines Freimäurers, 1780
- Magazin zur Erfahrungsseelenkunde als ein Lesebuch für Gelehrte und Ungelehrte. 1783-1793
- Reisen eines Deutschen in England im Jahre 1782, 1783. English: Journeys of a German in England in 1782
- Ideal einer vollkommnen Zeitung, 1784
- Anton Reiser (Part 1), 1785
- Andreas Hartknopf. Eine Allegorie, 1785
- Anton Reiser (Parts 2 and 3), 1786
- Denkwürdigkeiten, aufgezeichnet zur Beförderung des Edlen und Schönen, 1786Karl Philipp Moritz.

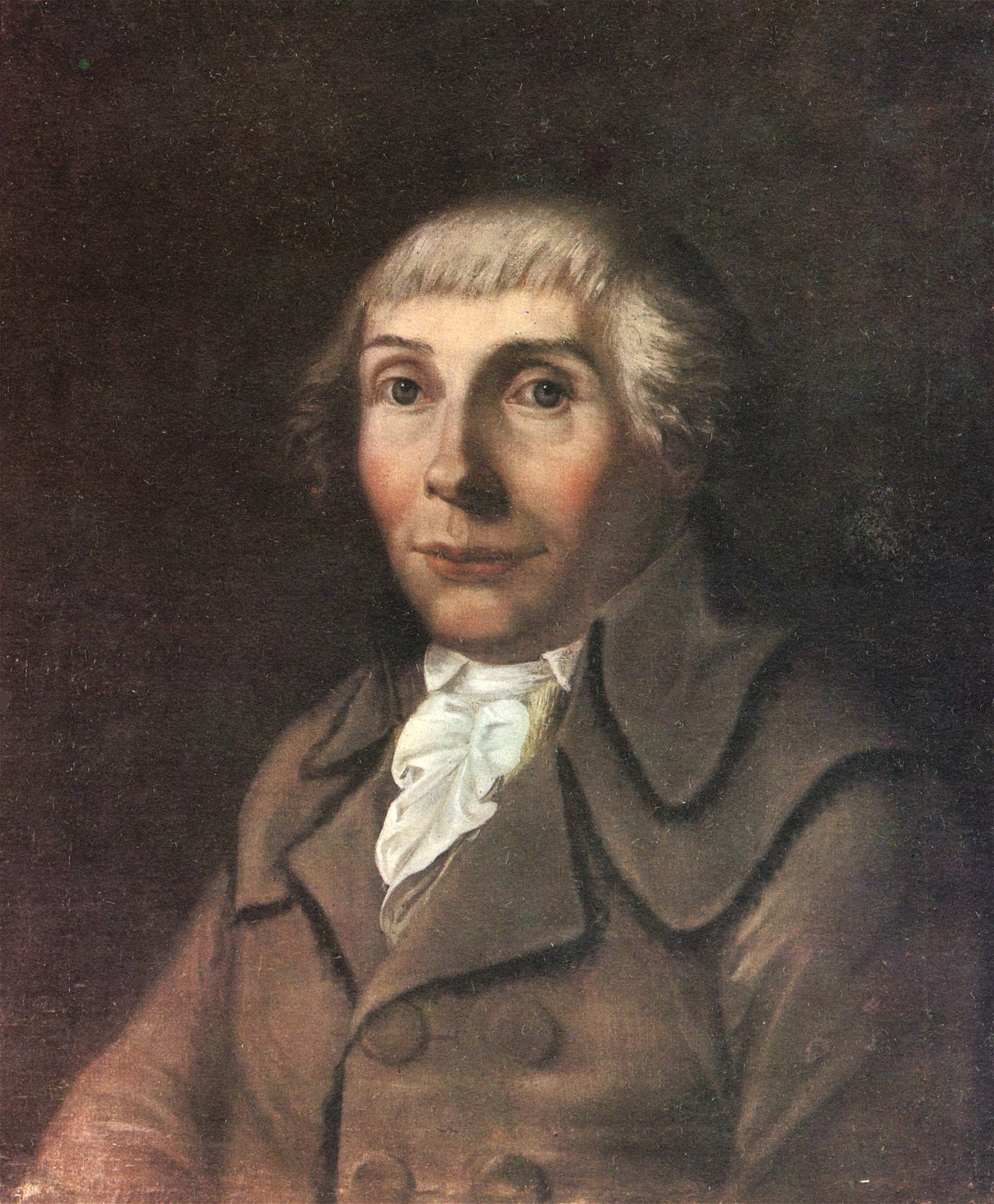
Karl Philipp Moritz.

- Versuch einer deutschen Prosodie, 1786
- Versuch einer kleinen praktischen Kinderlogik, 1786
- Fragmente aus dem Tagebuche eines Geistersehers, 1787
- Über die bildende Nachahmung des Schönen, 1788
- Italien und Deutschland, 1789
- Monats-Schrift der Akademie der Künste und Mechanischen Wissenschaften zu Berlin, 1789
- Über eine Schrift des Herrn Schulrath Campe, und über die Rechte des Schriftstellers und Buchhändlers, 1789
- Andreas Hartknopfs Predigerjahre, 1790
- Anton Reiser (Part 4), 1790
- Neues ABC-Buch, 1790
- Annalen der Akademie der Künste und Mechanischen Wissenschaften, 1791
- Anthusa oder Roms Alterthümer, 1791
- Götterlehre oder Mythologische Dichtungen der Alten, 1791
- Grundlinien zu meinen Vorlesungen über den Styl, 1791
- Italienische Sprachlehre für die Deutschen, 1791
- Über die Vereinfachung der menschlichen Kenntnisse, 1791
- Lesebuch für Kinder, 1792
- Mythologischer Almanach für Damen, 1792
- Reisen eines Deutschen in Italien in den Jahren 1786 bis 1788, 1792
- Vom richtigen deutschen Ausdruck, 1792
- Allgemeiner deutscher Briefsteller, 1793
- Die große Loge oder der Freimaurer mit Waage und Senkblei, 1793
- Grammatisches Wörterbuch (4 vols. 1793-1800)
- Mythologisches Wörterbuch zum Gebrauch für Schulen, 1793
- Reisen eines Deutschen in Italien in den Jahren 1786 bis 1788, 1793
- Vorbegriffe zu einer Theorie der Ornamente, 1793
- Vorlesungen über den Styl (Part 1), 1793
- Die neue Cecilia, (1793, fragment)